# Покрышка мозга
Покрышка мозга, или тегментум (лат. tegmentum) — это общее название совокупности нескольких областей ствола мозга. Покрышка мозга находится между желудочковой системой мозга и базальными и вентральными структурами на каждом из уровней, через которые «покрышка мозга» проходит. На уровне среднего мозга она расположена дорсально по отношению к ножке мозга и отделена полулунной областью чёрного вещества от основания ножки. Таким образом, на уровне среднего мозга покрышка мозга образует его нижнюю поверхность («пол»), в то время как крыша мозга и в частности верхние и нижние холмики четверохолмия образуют его верхнюю поверхность (то есть, «потолок», буквально «крышу»). Покрышку мозга отделяет от крыши мозга Сильвиев водопровод.
Покрышка мозга представляет собой мультисинаптическую сеть нейронов, вовлечённую во многие протекающие без участия сознания гомеостатические и рефлекторные реакции. Покрышка мозга является частью экстрапирамидной системы, участвующей в регуляции двигательных актов. Она посылает угнетающие (ингибирующие) сигналы в таламус, мозжечок и базальные ядра, предотвращающие нежелательные или избыточные движения, и способствует более точной и тонкой координации движений. В частности, покрышка среднего мозга содержит такие структуры, как передняя (ростральная) часть ретикулярной формации, несколько ядер, контролирующих движения глаз, околоводопроводное серое вещество, красное ядро, чёрное вещество, а также вентральную область покрышки.
Покрышка мозга также является местом нахождения ядер нескольких черепных нервов и местом отхождения этих нервов от соответствующих ядер. Ядра III и IV черепных нервов находятся в покрышке мозга на уровне среднего мозга (то есть в покрышке среднего мозга, или среднемозговой части покрышки). Ядра черепных нервов с номерами от V до VIII (то есть ядра V, VI, VII и VIII черепных нервов) находятся в покрышке мозга на уровне варолиева моста, то есть в покрышке моста или, иными словами, в мостовой части покрышки. Ядра IX, X и XII черепных нервов находятся в покрышке мозга на уровне продолговатого мозга, то есть в покрышке продолговатого мозга, или, иначе говоря, в медуллярной части покрышки.

## Эмбриональное развитие
У эмбрионов первичной покрышкой мозга, или первичным тегментумом, называют всю формирующуюся уплощённую и расширенную переднюю часть (то есть головной конец, или головное утолщение) примитивной первичной нервной трубки. На этой первичной покрышке, как на плате или основании, впоследствии в ходе эмбриогенеза образуются в виде утолщений вверх и выростов вбок в обе стороны, другие, более сложно устроенные, структуры головного мозга. Однако у плода, новорождённого, детёныша или взрослого представителя того или иного вида хордовых покрышкой мозга называют только те примитивные части мозга, которые остались относительно неизменными по завершении процесса эмбриогенеза, и сохранили уплощённую «покрышечную» структуру, то есть самые нижние части ствола мозга.
К определяемой таким образом покрышке мозга относятся, в частности, самые нижние, «подошвенные» отделы среднего мозга, варолиева моста и продолговатого мозга. Другие же части мозга, развивающиеся на этой уплощённой первичной мозговой покрышке путём утолщения вверх, выроста вбок или формирования складчатостей, бугров и впадин, к покрышке мозга не относятся, и получают различные имена в соответствии со своим анатомическим расположением, гистологическим строением и выполняемыми функциями.
Таким образом, покрышка мозга представляет собой функционально целостную и анатомически непрерывную структуру, протянувшуюся в центральной, срединной части ствола мозга с нижней, подошвенной его стороны, и присутствующую на всех его уровнях: и в среднем мозге, и в варолиевом мосту, и в продолговатом мозге. Несмотря на формальную анатомическую принадлежность трёх разных подотделов покрышки к трём разным отделам мозга (среднему мозгу, мосту и продолговатому мозгу), в эмбриональном периоде все они развиваются из единого зачатка — уплощённого «основания» переднего конца первичной нервной трубки, и сохраняют анатомическую непрерывность и функциональное единство и после завершения созревания структур мозга.
Покрышка мозга является прямым продолжением спинного мозга и эволюционно одной из самых древних и примитивных структур ствола мозга.
Структуры, которые развиваются вентральнее, дорсальнее или латеральнее этой примитивной первичной «подошвы» первичной нервной трубки (первичной покрышки мозга), как выросты или утолщения от неё вверх, вниз или вбок (например, такая структура, как ножка мозга), не считаются частью покрышки мозга. Дело в том, что они, с точки зрения молекулярных сигналов, управляющих их развитием, не являются частью примитивной подошвы первичной нервной трубки. Они растут независимо от неё, под управлением прорастающих в эти формирующиеся структуры проекций от коры больших полушарий и от других вышележащих и более сложно устроенных структур, таких, как таламус, эпиталамус или базальные ядра. Однако те структуры, которые входили в примитивную подошву (первичную покрышку) первичной нервной трубки, эмбриональное развитие которых управлялось молекулярными сигналами со стороны покрышки/подошвы первичной нервной трубки, и которые остались лежащими в «подошвенной», плоской нижней части сформировавшихся структур ствола мозга уже после завершения процесса эмбриогенеза — такие структуры, как красное ядро, ретикулярная формация, околоводопроводное серое вещество, чёрное вещество, ядра черепных нервов — считаются входящими в состав покрышки мозга плода, детёныша или взрослого индивида.

## Подразделения
Покрышка мозга подразделяется на три части, или три подотдела, являющиеся нижними, подошвенными частями, соответственно, среднего мозга, варолиева моста и продолговатого мозга.

### Покрышка среднего мозга
Покрышка среднего мозга представляет собой нижнюю, подошвенную часть среднего мозга, протянувшуюся от области чёрного вещества, прилегающей к ножке мозга, до водопровода мозга, на горизонтальном разрезе среднего мозга. Мозговые структуры, относимые к покрышке среднего мозга, включают в себя красное ядро, ретикулярную формацию, околоводопроводное серое вещество, вентральную область покрышки, чёрное вещество. Красное ядро ответственно за управление основными, базовыми типами движений тела и конечностей. Ретикулярная формация помогает контролировать уровень сознания, общий уровень возбуждения ЦНС, уровень активности (в том числе двигательной и умственной), циклы сна и бодрствования. Чёрное вещество ответственно за интеграцию произвольных движений и способствование их точности, скоординированности, экономичности и целесообразности.

### Покрышка продолговатого мозга

#### Боковая (латеральная) область покрышки продолговатого мозга
Боковая, или латеральная, область покрышки, или просто «латеральная покрышка» содержит дорсальное двигательное ядро блуждающего нерва и ядра солитарного тракта, и является важной частью норадренергической системы мозга.

### Другие интересные области
Другие интересные области включают в себя:
- Дорсальная область покрышки
- Вентральная область покрышки
- Околоводопроводное серое вещество
- Ретикулярная формация
- Красное ядро
- Чёрное вещество